# Kildinskolaponski jezik
Kildinskolaponski jezik (ISO 639-3: sjd; kildinskosaamski, lapski, saamski), istočnolaponski jezik, uralska porodica, kojim govori oko 500 Laponaca (2007.) od ukupno 1 000 etničkih (M. Krauss, 1995.). Populacija svih Saama u Rusiji iznosi 1 900 (M. Krauss, 1995.). Pripadnici ove skupine Laponava svoj jezik nazivaju gjelddasámegiella.
Nešto djece ga govori, ali preferiraju ruski; pismo ćirilica.

## Vanjske poveznice
|  | Zajednički poslužitelj ima još gradiva o temi Kildinskolaponski jezik |

- Ethnologue (14th)
- Ethnologue (15th)